# Muzeul Național al Cambodgiei
Muzeul Național al Cambodgiei (în khmeră សារមន្ទីរជាតិ) este cel mai mare muzeu de istorie culturală din Cambodgia și este cel mai important muzeu istoric și arheologic al țării. Este situat în Chey Chumneas, Phnom Penh.

## Prezentare generală
Muzeul găzduiește una dintre cele mai mari colecții de artă khmeră din lume, inclusiv sculpturale, ceramică khmeră, bronzuri și obiecte etnografice. Colecția sa include peste 14.000 de articole, din timpuri preistorice până în perioadele de dinaintea, în timpul și după Imperiul Khmer, care, la apogeul său, se întindea din Thailanda, prin Cambodgia actuală, până în sudul Vietnamului.
Muzeul Național al Cambodgiei este situat pe strada 13 din centrul Phnom Penh, la nord de Palatul Regal și în partea de vest a pieței Veal Preah Man. Intrarea vizitatorilor în complex se află la colțul străzilor 13 și 178. Universitatea Regală de Arte Frumoase este situată în partea de vest a muzeului. Muzeul se află sub autoritatea Ministerului Culturii și Artelor Plastice din Cambodgia. Clădirile muzeului, inspirate de arhitectura templului khmer, au fost construite între 1917 și 1924, iar muzeul a fost inaugurat oficial în 1920 și a fost renovat în 1968. Muzeul promovează conștientizarea, înțelegerea și aprecierea culturii și patrimoniului Cambodgiei, cu scopul de a educa și inspira vizitatorii săi.

## Istorie

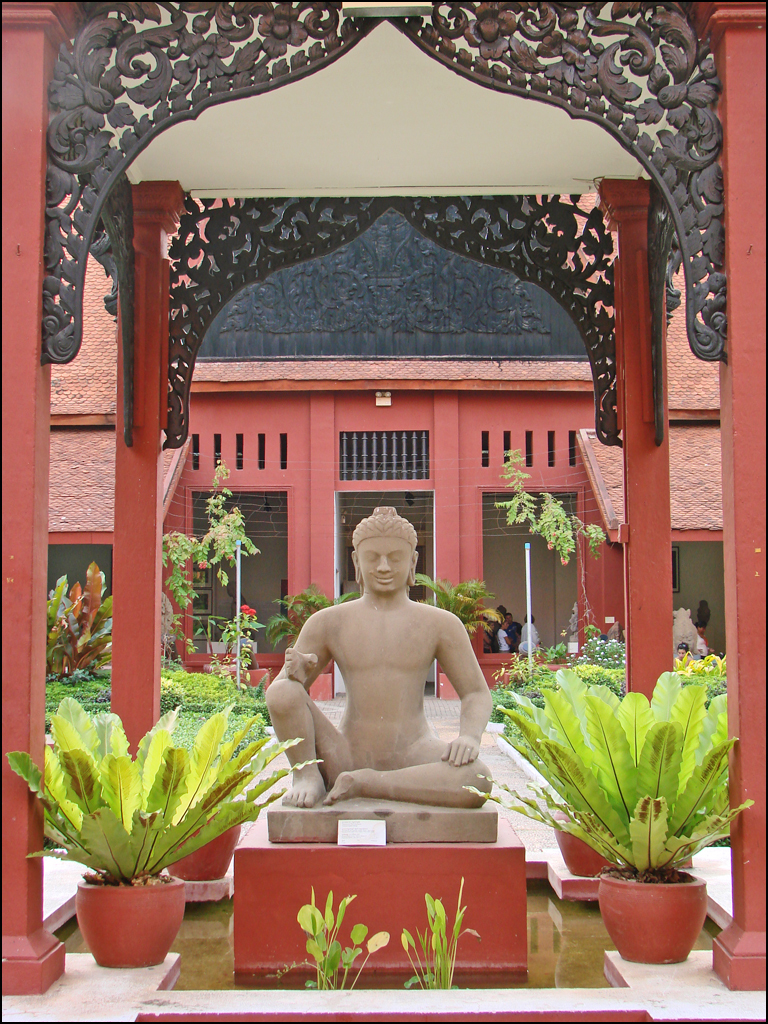
Statuie de piatră a regelui Leper

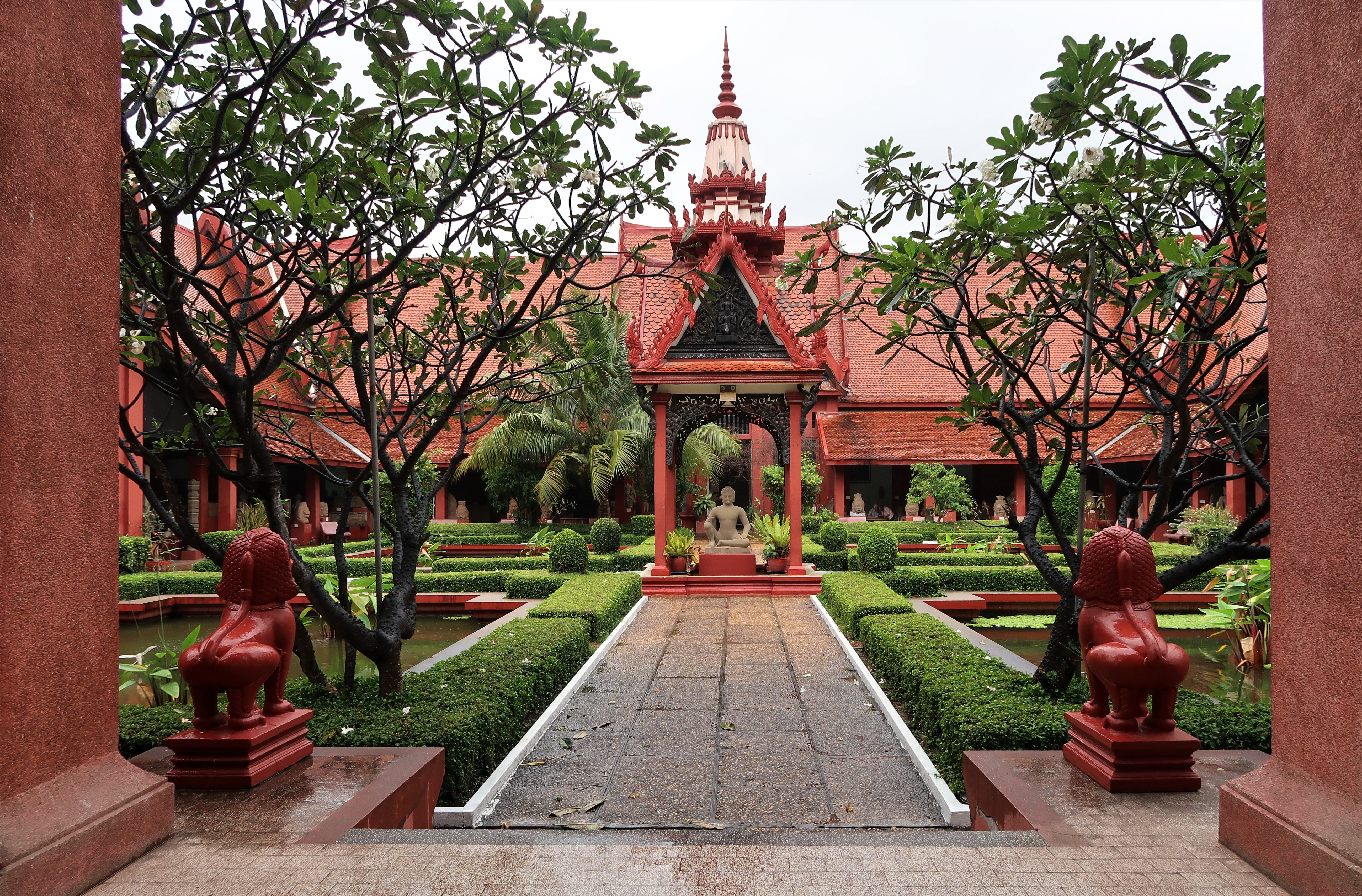
Curtea muzeului

George Groslier (1887–1945), istoric, curator și scriitor a fost forța care a motivat o mare parte a renașterii interesului pentru artele și meșteșugurile tradiționale cambodgiene și el a fost cel care a proiectat această clădire care este astăzi arhitectura „tradițională khmeră”. Este probabil descrisă mai bine ca o clădire mărită din prototipurile templului cambodgian, văzute pe basoreliefuri antice și reinterpretate prin ochii coloniali pentru a îndeplini cerințele dimensionale ale muzeului.
Piatra de temelie a noului muzeu a fost pusă la 15 august 1917. Doi ani și jumătate mai târziu, muzeul finalizat a fost inaugurat în timpul Anului Nou Khmer, la 13 aprilie 1920, în prezența majestății sale Regele Sisowath, a lui François-Marius Baudouin și a lui Groslier, ca director al artelor cambodgiene și restaurator al muzeului.
Designul original al clădirii a fost ușor modificat în 1924 cu extensii care au adăugat aripi la fiecare capăt al fațadei de est, ceea ce a făcut clădirea și mai impunătoare.
Controlul asupra Administrației Naționale a Muzeului și Artelor a fost cedat de francezi cambodgienilor la 9 august 1951 și după independența din 1953, Musée National de Phnom Penh făcând obiectul unor acorduri bilaterale. În 1966, Chea Thay Seng a fost primul director cambodgian al muzeului și decan al Departamentului de Arheologie nou creat de la Universitatea Regală de Arte Frumoase. Această universitate, care și-a format fundația ca Ecole des Arts Cambodgiens în 1920 a fost strâns legată de studenți, artizani și profesori care au lucrat pentru a păstra tradițiile culturale cambodgiene, poate fi încă găsită în spatele muzeului.
În timpul regimului Khmerilor Roșii (din 1975 până în 1979), toate aspectele vieții cambodgiene, inclusiv tărâmul cultural, au fost devastate. Muzeul, împreună cu restul orașului Phnom Penh, a fost evacuat și abandonat. Muzeul, închis între 1975 și 1979, a fost găsit în paragină, acoperișul putred și găzduind o mare colonie de lilieci, grădina era distrusă, iar colecția în dezordine, multe obiecte fiind deteriorate sau furate. Muzeul a fost rapid amenajat și redeschis publicului pe 13 aprilie 1979. Cu toate acestea, mulți dintre angajații muzeului și-au pierdut viața în timpul regimului khmerilor roșii.

## Colecții

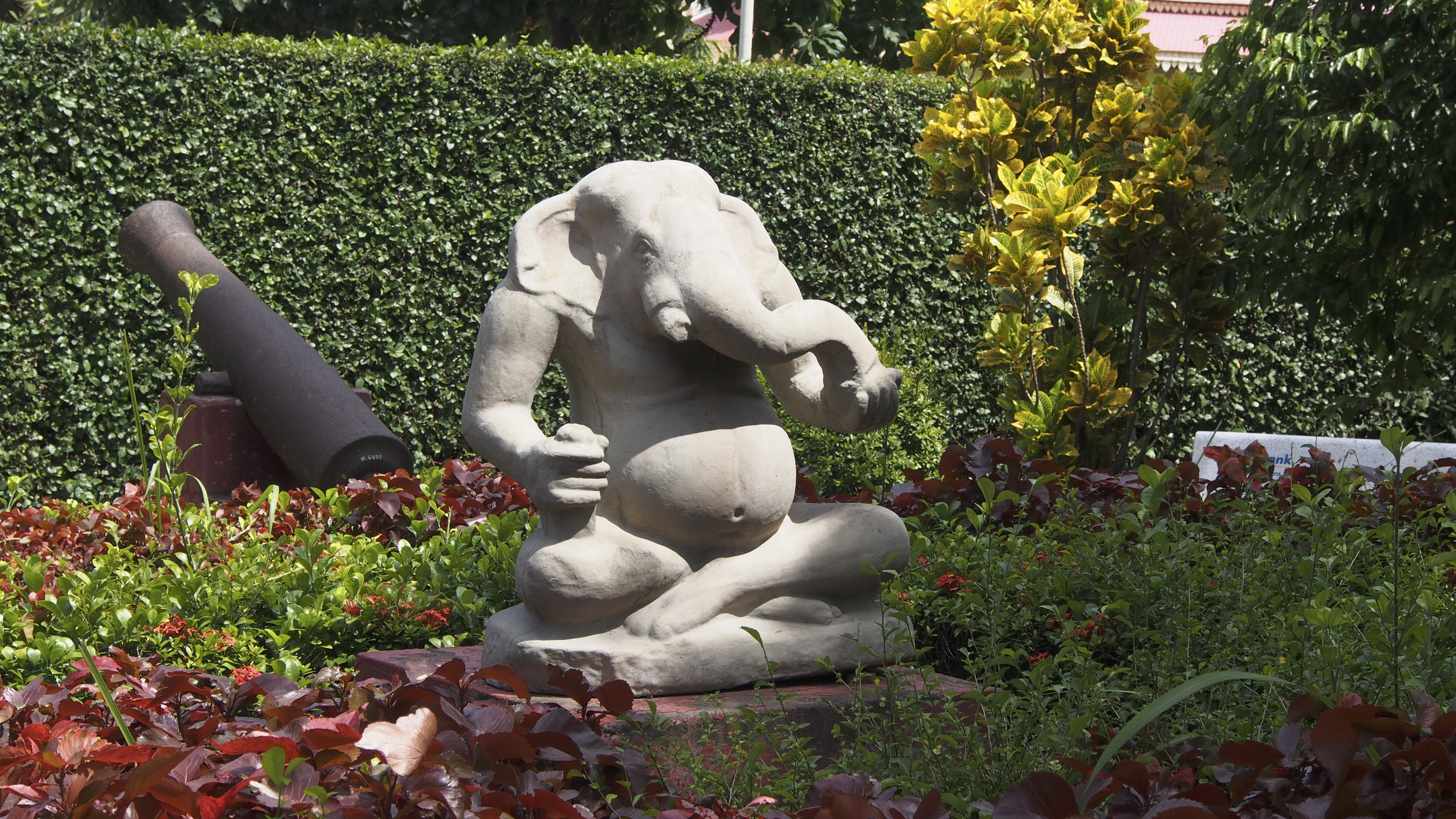
Statuia de piatră a lui Ganesha

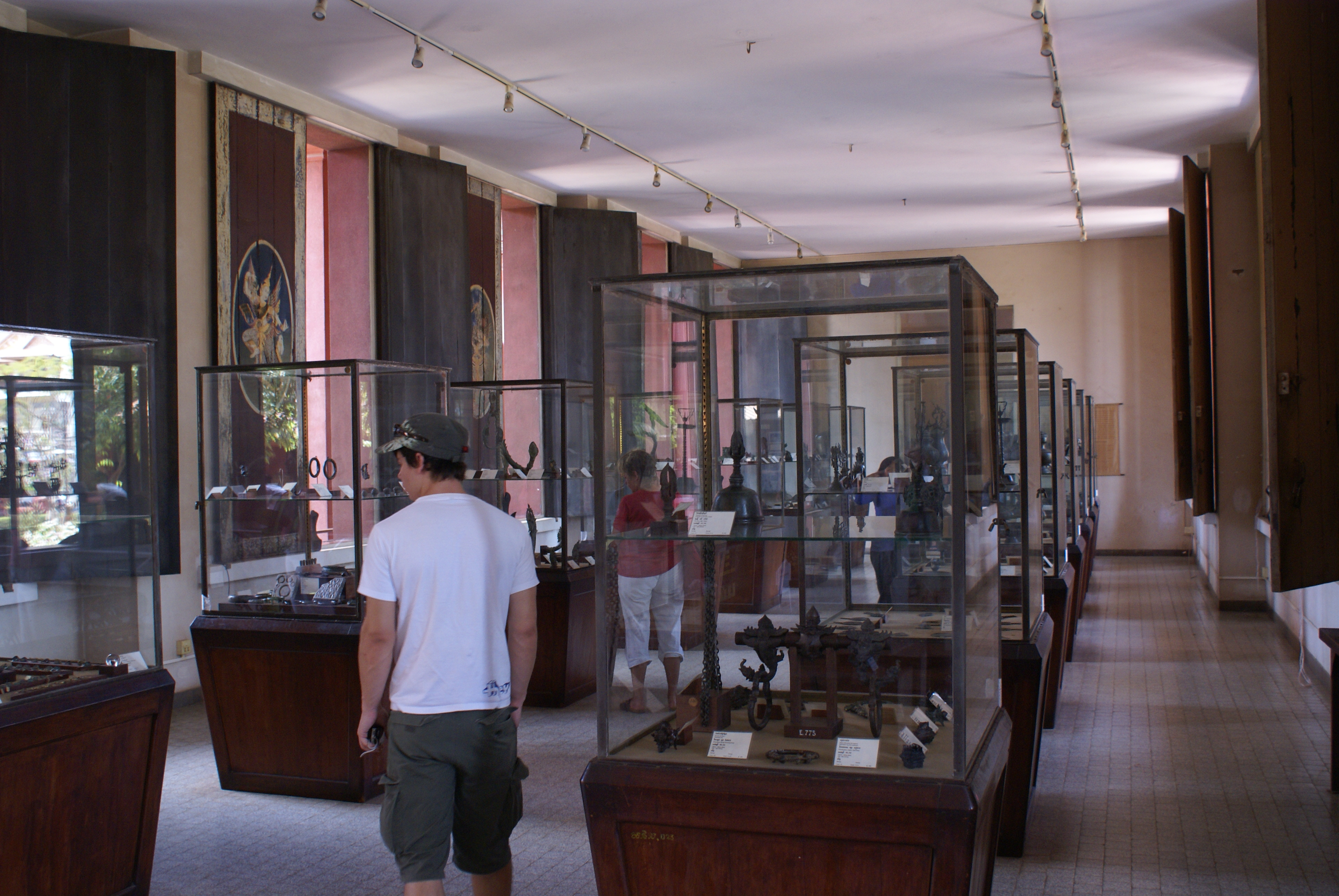
Interior din muzeu

Împreună cu Universitatea Regală de Arte Frumoase adiacente și departamentul său de Arheologie, Muzeul Național al Cambodgiei lucrează pentru a îmbunătăți cunoașterea și a păstra tradițiile culturale cambodgiene și pentru a oferi o sursă de mândrie și identitate poporului cambodgian. Muzeul are și o funcție religioasă; colecția sa de sculpturi budiste și hinduse importante se adresează nevoilor religioase ale comunității ca un loc de cult. O expoziție permanentă, Buddha post-angkor, susținută de UNESCO și de un număr de persoane și întreprinderi locale, a fost deschisă în 2000 pentru a extinde funcția religioasă a muzeului.
Sub auspiciile Departamentului Muzeelor din Cambodgia, muzeul nu numai că își administrează propria colecție, personalul și spațiile, dar sprijină și supraveghează toate celelalte muzee administrate de stat din Cambodgia. Activitățile sale sunt susținute în continuare de persoane private, guverne străine și numeroase organizații filantropice. Activitățile muzeului includ prezentarea, conservarea, păstrarea în siguranță, interpretarea și achiziționarea de material cultural cambodgian, precum și repatrierea proprietăților culturale cambodgiene. Jefuirea și exportul ilicit de material cultural cambodgian reprezintă o preocupare continuă.
În afara Cambodgiei, muzeul promovează înțelegerea artei și culturii cambodgiene prin împrumutarea obiectelor din colecția sa pentru expoziții internaționale majore. Această practică a existat înainte de ultimele decenii de tulburări din Cambodgia și a fost reinstituită în anii 1990, începând cu o expoziție organizată la National Gallery of Australia în 1992. Expoziții ulterioare au avut loc în Franța, SUA, Japonia, Coreea de Sud și Germania.

## Galerie
|                                                                 |
| Statuia lui Vishnu din Angkor, realizată din bronz, secolul XI. |

|                                                                                      |
| Garuda în stil Koh Ker. Realizată din Made of gresie, statuie din secolul al X-lea). |

|                                                               |
| Trimurti din Angkor, realizată din gresie, secolul al XI-lea. |

| |
| Lingam din perioada Angkor. Descoperită în provincia Battambang, realizată din bronz, quarts și argint. |

|                |
| Păun Paan dan. |

|                                                       |
| Clopot elefant realizat din bronz din perioad Angkor. |